# Adelaide d'Aquitania
Adelaide d'Aquitania (945 circa – 1004) è stata regina di Francia come consorte di Ugo Capeto, fondatore della dinastia capetingia ed è considerata la Stammmutter di questa.

## Origine
Adelaide era figlia di Guglielmo III di Aquitania, detto Guglielmo Testa di Stoppa della dinastia dei Ramnulfidi, conte di Poitiers, conte di Alvernia e duca d'Aquitania, e di Adele di Normandia, figlia del duca Rollone.

## Biografia
Nel 968 fu data in sposa a Ugo Capeto, duca dei Franchi.
Nel giugno del 987, dopo la morte di Luigi V il Fannullone, ultimo re della dinastia carolingia, l'assemblea dei grandi nobili del regno si riunì a Senlis e proclamò come nuovo re Ugo Capeto. Adelaide divenne regina di Francia e fu accanto al marito quando il 3 luglio seguente venne unto e incoronato a Reims, dall'arcivescovo Adalberone. Ugo e Adelaide furono i fondatori della dinastia capetingia, che regnò in Francia in linea diretta sino al 1328 (morte di Carlo il Bello) e attraverso i rami cadetti fino alla rivoluzione del 1848 (deposizione di Luigi Filippo di Francia, del casato d'Orléans).
Donna molto pia e religiosa, guardò impotente e inorridita il conflitto che scoppiò tra suo figlio Roberto II e Papa Gregorio V, causato dal re che ripudiò la sua prima moglie, Rozala d'Ivrea, per sposare la propria cugina Berta di Borgogna, un'unione ritenuta incestuosa.
La regina Adelaide fu la fondatrice della cappella reale della Collegiata Saint-Frambourg di Senlis.

## Discendenza
Dal matrimonio tra Ugo Capeto e Adelaide d'Aquitania nacquero tre figli:
- Edvige (970 ca - 1013 ca), moglie di Raniero IV di Mons;
- Gisella (971 ca - 1002), moglie di Ugo I di Ponthieu;
- Roberto (972 - 1031), futuro Roberto II, che fu re di Francia associato a suo padre prima della morte di quest'ultimo;

## Ascendenza
|                            |                      |                           | Genitori   |  |  | Nonni |  |  | Bisnonni               |  |  | Trisnonni             |  |
|                            |                      |                           |            |  |  |       |  |  | Ranulfo II di Poitiers |  |  | Ranulfo I di Poitiers |  |
|                            |                      |                           |            |  |  |       |  |  | Ranulfo II di Poitiers |  |  | Ranulfo I di Poitiers |  |
|                            |                      | Blichilde del Maine       |            |  |  |       |  |  | Ranulfo II di Poitiers |  |  |                       |  |
| Ebalus di Aquitania        |                      |                           |            |  |  |       |  |  | Ranulfo II di Poitiers |  |  |                       |  |
|                            |                      | …                         | …          |  |  |       |  |  |                        |  |  |                       |  |
|                            |                      | …                         | …          |  |  |       |  |  |                        |  |  |                       |  |
|                            |                      | …                         | …          |  |  |       |  |  |                        |  |  |                       |  |
| Guglielmo III di Aquitania |                      | …                         |            |  |  |       |  |  |                        |  |  |                       |  |
|                            |                      | …                         | …          |  |  |       |  |  |                        |  |  |                       |  |
|                            |                      | …                         | …          |  |  |       |  |  |                        |  |  |                       |  |
|                            |                      | …                         | …          |  |  |       |  |  |                        |  |  |                       |  |
| Aremburga                  |                      | …                         |            |  |  |       |  |  |                        |  |  |                       |  |
|                            |                      | …                         | …          |  |  |       |  |  |                        |  |  |                       |  |
|                            |                      | …                         | …          |  |  |       |  |  |                        |  |  |                       |  |
|                            |                      | …                         | …          |  |  |       |  |  |                        |  |  |                       |  |
| Adelaide d'Aquitania       |                      | …                         |            |  |  |       |  |  |                        |  |  |                       |  |
|                            | Ragnvald Eysteinsson | Eystein Ivarsson          |            |  |  |       |  |  |                        |  |  |                       |  |
|                            | Ragnvald Eysteinsson | Eystein Ivarsson          |            |  |  |       |  |  |                        |  |  |                       |  |
|                            | Ragnvald Eysteinsson | …                         |            |  |  |       |  |  |                        |  |  |                       |  |
| Rollone                    | Ragnvald Eysteinsson |                           |            |  |  |       |  |  |                        |  |  |                       |  |
|                            |                      | Ragnhilde                 | Rolf Nefia |  |  |       |  |  |                        |  |  |                       |  |
|                            |                      | Ragnhilde                 | Rolf Nefia |  |  |       |  |  |                        |  |  |                       |  |
|                            |                      | Ragnhilde                 | …          |  |  |       |  |  |                        |  |  |                       |  |
| Gerloc/Adele di Normandia  |                      | Ragnhilde                 |            |  |  |       |  |  |                        |  |  |                       |  |
|                            |                      | Berengario II di Neustria | …          |  |  |       |  |  |                        |  |  |                       |  |
|                            |                      | Berengario II di Neustria | …          |  |  |       |  |  |                        |  |  |                       |  |
|                            |                      | Berengario II di Neustria | …          |  |  |       |  |  |                        |  |  |                       |  |
| Poppa di Bayeux            |                      | Berengario II di Neustria |            |  |  |       |  |  |                        |  |  |                       |  |
|                            |                      | …                         | …          |  |  |       |  |  |                        |  |  |                       |  |
|                            |                      | …                         | …          |  |  |       |  |  |                        |  |  |                       |  |
|                            |                      | …                         | …          |  |  |       |  |  |                        |  |  |                       |  |
|                            |                      | …                         |            |  |  |       |  |  |                        |  |  |                       |  |